# Joseph von Eichendorff
Baron Joseph Karl Benedikt von Eichendorff, nemški pesnik in pisatelj, * 10. marec 1788, grad Lubowitz pri Ratiboru, Zgornja Šlezija, † 26. november 1857, Nise, Zgornja Šlezija.
Eichendorff je bil pomemben lirski pesnik in pisatelj nemške romantike. Zaradi približno 5000 uglasbitev njegovih del ga prištevajo k največkrat uglasbenim nemško govorečim lirikom. Še vedno pa je aktualen tudi kot pripovednik (Iz življenja fičfiriča (Aus dem Leben eines Taugennichts)).

## Življenje
Baron Joseph Karl Benedikt von Eichendorff se je rodil 10. marca 1788 na gradu Lubowitz pri Ratiboru kot sin pruskega častnika barona Adolfa Theodorja (1756–1818) von Eichendorffa in njegove soproge Karoline (1766–1822, roj. Freiin von Kloch). Njegova mati je izvirala iz šlezijske plemiške družine, od katere je podedovala grad Lubowitz. Katoliška plemiška rodbina baronov von Eichendorff prebiva v Šleziji od 17. stoletja.
Med letoma 1793 in 1801 je Josepha von Eichendorffa in njegovega dve leti starejšega brata Wilhelma na domu poučeval župnik Bernhard Heinike. Poleg obsežnega branja pustolovskih in viteških romanov ter antičnih pripovedi se je že kot otrok preizkusil v pisanju literature. Leta 1794 je odpotoval v Prago, čez pet let v Karlsbad in potem spet v Prago, nato pa je v svojih prvih zapiskih zabeležil vtise o potovanju. 12. novembra 1800 je začel pisati svoje Dnevniške zapiske (Tagebuchaufzeichnungen) in delo Naravoslovje (Naturgeschichte), ki ga je opremil z lastnimi ilustracijami.
Oktobra 1801 sta brata von Eichendorff začela obiskovati katoliško gimnazijo sv. Matije v Vroclavu in prebivala v katoliškem internatu sv. Jožefa (do leta 1804). V tem času je pogosto zahajal v gledališče, ustvarjal svoje zgodnje pesmi in se spoprijateljil s sošolcem Josephom Christianom von Zedlitzem. V letih 1805 in 1806 je v Halleju študiral pravo in humanistične vede ter se poleg tega udeleževal predavanj filologije pri Friedrichu Augustu Wolfu, Friedrichu Schleiermacherju in Henrichu Steffensu. V Bad Lauchstädtu si je ogledal gostujočo predstavo Goethejevega weimarskega gledališča. Skozi Harz je potoval naprej do Hamburga in Lübecka. Avgusta 1806 se je vrnil domov na grad Lubowitz, kjer je užival v družabnem življenju. Hodil je na plese in lov v okolici.
Maja 1807 sta se brata peljala preko Linza, Regensburga in Nürnberga do Heidelberga, da bi tam nadaljevala študij. Eichendorff je poslušal predavanja prava pri Antonu Friedrichu Justusu Thibautu, vendar med drugim obiskoval tudi predavanja Josepha Görresa. Z Achimom von Arnimom sta se le bežno poznala; tesno prijateljstvo ga je povezovalo s pesnikom Ottom von Loebnom („Isidorus Orientalis“). Skupaj s prijateljema teologoma Straußom in Buddejem se je združili v Elevzinsko zvezo („Eleusischen Bund“), kjer so se pogovarjali o svojih delih.
Aprila 1808 se je odpravil na študijsko potovanje, ki ga je vodilo preko Strasbourga do Pariza. 13. maja je odpotoval iz Heidelberga preko Würzburga in Nürenberga v Regensburg in od tam s poštno ladjo po Donavi na Dunaj. Poleti se je vrnil v Lubowitz, da bi očetu pomagal pri upravljanju posestev. Prva objava nekaterih njegovih pesmi  je izšla v Časopisu za znanost in umetnost (Zeitschrift für Wissenschaft und Kunst) pod psevdonimom „Florens“. Približno istočasno je začel pisati pravljično novelo Jesenski urok (Die Zauberei im Herbste).
Leta 1809 se je zaročil s sedemnajstletno Luise von Larisch (1792–1855), hčerko zemljiškega posestnika Johanna von Larischa iz Pogrzebieńa v okrožju Ratibor.
Novembra 1809 se je Eichendorff z bratom odpeljal v Berlin, kjer je poslušal zasebna predavanja Fichteja in se srečal z Achimom von Arnimom, Clemensom Brentanom in Heinrichom von Kleistom. Poleti 1810 je nadaljeval študij prava na Dunaju in ga nato leta 1812 zaključil.
Med letoma 1813 in 1815 se je udeleževal osvobodilnih vojn proti Napoleonu, najprej kot ostrostrelec v lützowski četi prostovoljcev in nato kot poročnik 3. bataljona 17. šlezijskega polka domobranske pehote v opustošeni utrdbi Torgau. Po poroki pa se je ponovno priključil 1. bataljonu 2. (zgornje) porenskega polka domobranske pehote pri vkorakanju v Pariz. Do konca leta 1815 je ostal pri zasedbenih četah in se šele naslednje leto vrnil v Vroclav.
Aprila 1815 se je v Vroclavu poročil z Luise von Larisch. Med letoma 1815 in 1821 so se jima rodili štirje otroci: Hermann, Rudolf, Therese in Agnes, ki pa je kmalu po rojstvu umrla. Po smrti svojega očeta leta 1818 je Eichendorff prodal večino zelo zadolženih družinskih posestev, med njimi tudi grad Lubowitz in posestvo v Sedlnicah. Eichendorff je vse življenje žaloval zaradi izgube sveta, kjer je preživljal svoje otroštvo.
Leta 1816 je kot pripravnik delal v pruski državni službi v Vroclavu, pet let kasneje postal cerkveni in šolski svétnik v Gdansku, leta 1824 pa so ga imenovali za višjega predsedniškega svetnika. Leta 1831 se je z družino preselil v Berlin, kjer je bil zaposlen na različnih ministrstvih. Deset let kasneje so Eichendorffa imenovali za tajnega vladnega svetnika. Leta 1843 je prebolel hudo pljučnico in se leto kasneje upokojil. Leta 1846 je prevedel nekaj religioznih dram Pedra Calderóna de la Barce.
Z ženo sta se preselila k hčerki Therese in njenem možu Louisu von Bessereru-Dahlingenu, ki je služboval kot pruski častnik. Eichendorff je po smrti svojega brata Wilhelma 7. januarja 1849 podedoval njegovo zemljiško gospostvo v Sedlnicah. Istega leta je za nekaj dni odpotoval iz Dresdna v Köthen, da bi se izognil nemirom revolucije. Njegova hčerka je leta 1854 v Köthnu kupila hišo majorja Nicolausa Josepha von Hollyja-Ponienczecza. Razlogi za nakup niso znani, saj se hčerka skorajda ni zadrževala v mestu, oče pa se je po lastnem pričevanju imel za lastnika hiše. Leta 1855 se je ponovno odpeljal v Köthen in tam ostal do oktobra.
V letih 1856 in 1857 se je mudil kot gost vroclavskega nadškofa na njegovi poletni rezidenci na gradu Johannisbergu pri Jauernigu, kjer je tudi veliko pisal. V zadnjem desetletju življenja je zaključil svojo literarno pot in se namesto tega udejstvoval kot publicist. V tem času je napisal razgibano nemško literarno zgodovino (Zgodovina nemške pesniške literature (Geschichte der poetischen Literatur Deutschlands)).
Eichendorff je umrl za rakom želodca 26. novembra 1857 v Nisi v Šleziji.

## Ocene
Eichendorffa prištevajo k najpomembnejšim in še danes občudovanim pisateljem. Številne njegove pesmi so uglasbili (O doline širne, o višave (O Täler weit, o Höhen)) in jih pogosto peli. Njegova novela Iz življenje fičfiriča (Aus dem Leben eines Taugennichts) velja za vrhunec in hkrati konec romantike.
Eichendorffovo idilično prikazovanje narave in preprostega življenja je zaznamovano s preprosto slikovitostjo in izbiro besed. Za tem pa vendarle tiči mnogoplasten preplet metaforične simbolike, s katero Eichendorff interpretira svet, naravo in dušo in izstopa iz čistega utilitarističnega mišljenja. Pisal je namreč v dobi začetne industrijske revolucije.
Za Eichendorffova dela je značilno, da so zaradi njegove močne vere pogosto povezana z religijo. V nasprotju s Clemensom Brentanom njegov katolicizem ni bil zaznamovan niti z duševnimi stiskami niti s posebno misijonarsko vnemo. Omembe vredno je tudi dejstvo, da (za razliko od veliko ostalih romantikov pod vplivom Fichteja) ni zapadel v nacionalistično domoljubje, ki je poniževalo druge narode, temveč je iskal sožitje v Evropi. V njegovih delih in lastnih pričevanjih niso našli antisemitskih izpadov, ki jih zasledimo pri njegovih pisateljskih sodobnikih, kot sta npr. Clemens Brentano in Achim von Armin (oba je Eichendorff  sicer cenil). Kljub temu da je Eichendorff (skladno s svojim časom) pred imeni oseb judovske vere še dodatno zapisoval „jud“ (občasno tudi pridevnika „bogat“ in „lahkomiseln“), lahko pri njem zaznamo določeno distanco. „Eichendorff ni pisal o domovini, temveč o domotožju, ne o izpolnjenem trenutku, temveč o hrepenenju, ne o prihodu, temveč o odhodu,“ je zapisal nemški filozof Rüdiger Safranski.

## Zapuščina
Wangenski krog od leta 1956 podeljuje Eichendorffovo nagrado za literaturo. Prav ta krog je dal tudi pobudo za ustanovitev Eichendorffovega muzeja v Wangnu v Allgäuu.
Med letoma 1931 in 2010 je delovala Eichendorffova skupnost, ki se je posvečala raziskovanju Eichendorffovega življenja, dela in delovanja.
Med letoma 1935 in 1943 je sklad F. V. S. (ki se od leta 1994 imenuje sklad F. V. S. Alfreda Toepferja) podeljeval nagrado barona Josepha von Eichendorffa.
Gimnazija Josepha Eichendorffa v Koblenzu, gimnazija Josepha Eichendorffa v Bambergu, gimnazija v Ettlingenu in šola za otroke in mladostnike s posebnimi potrebami v Bonnu so le nekatere izobraževalne ustanove, ki so jih poimenovali po njem.
Po vsej Nemčiji stojijo številna Eichendorffova obeležja. Njegov portret so upodobili tudi na dveh medaljah.

## Dela

### Pesmi
- V hladni dolinici (In einem kühlen Grunde, 1807/08)
- Pesem (Lied, 1810)
- Privabljanje (Lockung)
- Čarobni pogled (Zauberblick)
- Spomladanski marš (Frühlingsmarsch)
- Velikani (Die Riesen, 1808)
- Odmevi (Anklänge, 1808)
- Slovo (Abschied, 1810)
- Somrak (Zwielicht, 1812)
- Zlomljeni prstanček ali tudi nezvestoba (Das zerbrochene Ringlein oder auch Untreue, 1813)
- Hrepenenje (Sehnsucht, 1834)
- Večer (Der Abend, 1826)
- Slovo (O doline širne, o višave) (Abschied (O Täler weit, o Höhen))
- Lepa tuja dežela (pred 1834; sl. 1994)
- Bajalica (Wünschelrute, 1835)
- Puščavnik (Der Einsiedler, 1838)
- Mesečna noč (1837; sl. 2012)
- Premirje noči (Waffenstillstand der Nacht)
- V tuji deželi (In der Fremde)
- Na utrdbi (Auf einer Burg)
- Prava ljubezen (Echte Liebe)
- Listje odpada (Die Blätter fallen)
- Vojak (Der Soldat)
- Popotniška pesem praških študentov (Wanderlied der Prager Studenten)
- Na meji (An der Grenze)
- Domotožje (Heimweh)
- Jesen (Herbst)
- Podoknica (Ständchen)
- Ob dvorani (Bei Halle)
- Ob lipi (Bei einer Linde)
- Vrtnar (Der Gärtner)
- Veseli popotnik (Der frohe Wandersmann)
- Pogovor v gozdu (Waldgespräch)
- Novo potovanje (Frische Fahrt)
- Vsevprek (Durcheinander)
- Kdo bi si mislil (Wunder über Wunder)
- Osveži! (Frisch auf!)
- Lovčevo slovo (Der Jäger Abschied)
- Vsestransko potovanje (Allgemeines Wandern)
- Ponoči (Nachts)
- Nočni cvet (Die Nachtblume)
- Tišina morja (Meeresstille)
- Jutranja molitev (Morgengebet, 1814)
- Pustolovec (Der Glücksritter)
- Nočna ptica (Der Nachtvogel)
- Pomladna noč (Frühlingsnacht)
- Kratko potovanje (Kurze Fahrt)
- Nova ljubezen (Neue Liebe)
- Kapitanov rek (Schifferspruch)
- Tako ali drugače (So oder so)
- Zadnji ples (Der Kehraus)
- Dva tovariša (Die zwei Gesellen, 1818)
- Zimska noč (Winternacht)
- Ptičica v sončnem dnevu (Vöglein in den sonn'gen Tagen)
- Uteha (Trost)
- Na moj rojstni dan (An meinem Geburtstage)
- V Gdansku (In Danzig, 1842)
- Eldorado (Eldorado, 1841)
- Popotniška pesem (Reiselied)
- Tiha zemlja (Der stille Grund)
- Noč (Die Nacht)
- Raje vse (Lieber alles)
- Tišine (Die Stillen)
- Poslednji pozdrav (Der letzte Gruß)
- Spomini (Erinnerung)
- Božič (Weihnachten)
- Lučka v gozdu (Lichtlein im Walde, 1836)
- Pomladni pozdrav (Frühlingsgruß)
- Glasovi noči (Stimmen der Nacht, 1841)
- Jutro (Der Morgen)
- Hrepenenje po smrti (Todeslust)
- Spomladansko potovanje (Frühlingsfahrt)
- Izbira (Wahl)
- Tožba (Die Klage)
- Modri cvet (Die blaue Blume)
- Gospa Venera (Frau Venus)
- Vrabci (Die Sperlinge)
- Potujoči poet (Wandernder Dichter)
- Pogled (Der Blick)
- Ob večerni zarji (sl. 2003)

### Romani in pripovedi
- Jesenski urok (Die Zauberei im Herbste, pravljica, 1808)
- Slutnja in navzočnost (Ahnung und Gegenwart, 1815)
- Marmorna podoba (Das Marmorbild, 1819)
- Iz življenja fičfiriča (Aus dem Leben eines Taugenichts,1826)
- Mnogo hrupa za nič (Viel Lärmen um nichts, 1833)
- Pesniki in njihovi tovariši (Dichter und ihre Gesellen, 1834)
- Grad Dürande (Das Schloß Dürande, 1837)
- Nesrečna zvezda (Unstern, 1839)
- Ugrabitev (Die Entführung, 1839)
- Morska plovba (Eine Meerfahrt, 1841)
- Pustolovci (Die Glücksritter, 1841)

### Epi
- Julian (Julian, 1853)
- Robert in Guiscard (Robert und Guiscard, 1855)
- Lucius (Lucius, 1857)

### Igre
- Vojna filistrom (Krieg den Philistern, 1824)
- Ezzelin von Romano (Ezzelin von Romano, 1828)
- Meierbethova sreča in konec (Meierbeths Glück und Ende, 1828)
- Zadnji junak Marienburga (Der letzte Held von Marienburg, 1830)
- Snubci (Die Freier, 1833)